# Onir Mocellin
Onir Mocellin (São Miguel do Oeste, 15 de maio de 1963) é um militar reformado e político brasileiro.
Casou com Daniela de Oliveira Mocellin
Nas eleições de 7 de outubro de 2018 foi eleito deputado estadual de Santa Catarina para a 19.ª legislatura, pelo Partido Social Liberal (PSL).